# Haxe
Haxe és un llenguatge de programació d'alt nivell, multiplataforma, multiparadigma i compilador que pot generar aplicacions per a diferents maquinaris (sobretaula, portàtils, mòbils, tauletes...). Un dels grans actius de Haxe és la generació de codi nadiu independentment de la plataforma. Haxe és lliure i codi obert distribuït sota llicència GNU i una biblioteca MIT.

## Arquitectura
- Haxe suporta Flash, JavaScript i scripting al costat de servidor.
- Sintaxi similar a AS3 i Java.
- El compilador Haxe està codificat en llenguatge OCaml.